# Aaron Ramsdale
Aaron Christopher Ramsdale (Stoke-on-Trent, 14 de maio de 1998) é um futebolista inglês que atua como goleiro. Atualmente joga no Newcastle, emprestado pelo Southampton.

## Carreira
Ingressou no Sheffield United em 2013, depois de passar um tempo no time juvenil do Bolton Wanderers Depois de se formar na academia de juniores do Sheffield United, Ramsdale assinou uma bolsa de estudos com o clube em maio de 2014. Ramsdale apareceu duas vezes como substituto não utilizado durante a temporada 2015-16 contra Coventry City e Scunthorpe United. Em maio de 2016, assinou seu primeiro contrato profissional com o clube.
Ramsdale fez sua estreia profissional começando com uma vitória em casa por 6 a 0 sobre o Leyton Orient na Copa da Inglaterra, sem sofrer golos no processo. Ele também fez outra aparição na FA Cup contra o Bolton Wanderers mas perdeu por 3-2.
Em 19 de agosto de 2020, Ramsdale voltou ao Sheffield United. por uma taxa presumida de £ 18,5 milhões em um contrato de quatro anos. Em maio de 2021, ele foi nomeado Jogador do Ano do Sheffield United e Jogador Jovem do Ano.

### Sheffield United
Em 2013, Ramsdale ingressou no Sheffield United após passar um tempo na equipe juvenil do Bolton Wanderers. Após se formar na academia juvenil do Sheffield United, Ramsdale assinou uma bolsa de estudos com o clube em maio de 2014. Em dezembro de 2015, ele brevemente se juntou ao clube da Divisão Premier da Northern Counties East Football League, o Worksop Town, por empréstimo, jogando uma partida enquanto o goleiro regular estava suspenso. Após retornar para os Blades, Ramsdale apareceu duas vezes como reserva não utilizada durante a temporada 2015–16 contra o Coventry City e o Scunthorpe United. Em maio de 2016, ele assinou seu primeiro contrato profissional com o clube.
Em 2013, Ramsdale fez sua estreia profissional começando em uma vitória em casa por 6–0 sobre o Leyton Orient na FA Cup, mantendo um gol limpo no processo. Ele também fez outra aparição na FA Cup contra o Bolton Wanderers, mas perdeu por 3–2.

### AFC Bournemouth

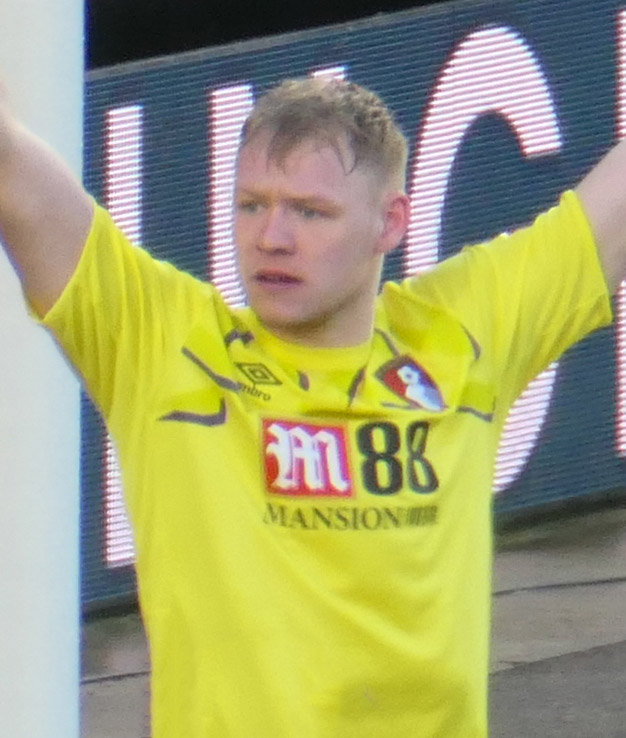
Ramsdale jogando pelo AFC Bournemouth em 2020

Em 31 de janeiro de 2017, Ramsdale foi contratado pelo clube da Premier League AFC Bournemouth por uma taxa não divulgada, acreditada estar na região de £800,000. Ele ficou no banco de reservas para o último jogo da temporada 2016–17 contra o Leicester City.
Ramsdale fez sua estreia na Premier League e sua estreia completa pelo Bournemouth no primeiro dia da temporada 2019–20, em um empate por 1 a 1 contra sua antiga equipe, o Sheffield United. Ramsdale se estabeleceu como o goleiro titular do Bournemouth nos primeiros meses da temporada 2019–20, começando todos os jogos da Premier League pelo clube até 12 de janeiro, quando ele perdeu a partida contra o Watford devido a uma lesão. Ele retornou à equipe no próximo jogo da Premier League, uma derrota por 1 a 0 para o Norwich City.
Ele assinou um novo contrato de longo prazo com o clube em outubro de 2019. No mesmo mês, a forma de Ramsdale o viu ganhar o prêmio de Jogador do Mês do clube para outubro, mantendo gols limpos nas partidas contra Norwich City e Watford. Sua forma continuou nos meses seguintes, e ele novamente ganhou o prêmio de Jogador do Mês do clube em janeiro por outra sequência de excelentes atuações, incluindo uma exibição vencedora do Homem do Jogo contra o Brighton & Hove Albion. Em 10 de agosto, Ramsdale foi nomeado Jogador do Ano pelos torcedores do clube.

#### Empréstimos para Chesterfield e Wimbledon
Na janela de transferências de janeiro de 2018, Ramsdale foi emprestado ao Chesterfield pelo restante da temporada 2017–18. Ramsdale fez sua estreia pelo Chesterfield contra o Accrington Stanley em 6 de janeiro de 2018, mas marcou um gol contra depois de "permitir que um chute aparentemente inofensivo de Jackson pela direita entrasse no gol", em uma derrota por 4 a 0. Uma semana depois, contra o Luton Town, ele manteve o gol zerado em uma vitória por 2 a 0. Na temporada 2017–18, Ramsdale fez 19 aparições no total pelo clube na League Two, mas não conseguiu evitar o rebaixamento do clube para a National League.
Em 4 de janeiro de 2019, Ramsdale se juntou ao AFC Wimbledon por empréstimo até o final da temporada 2018–19. No dia seguinte, Ramsdale fez sua estreia pelos Dons em uma vitória por 3 a 2 na terceira rodada da FA Cup sobre o Fleetwood Town no Highbury Stadium em Fleetwood. Sua estreia na liga veio uma semana depois em um empate por 1 a 1 com o Coventry City no Ricoh Arena. Ele ajudou o clube a derrotar o West Ham United F.

### Retorno ao Sheffield United
Em 19 de agosto de 2020, Ramsdale voltou ao Sheffield United, por uma taxa relatada de £18.5 milhões em um contrato de quatro anos. Em maio de 2021, ele foi nomeado Jogador do Ano e Jovem Jogador do Ano do Sheffield United após estar presente em todos os jogos da temporada.

### Arsenal

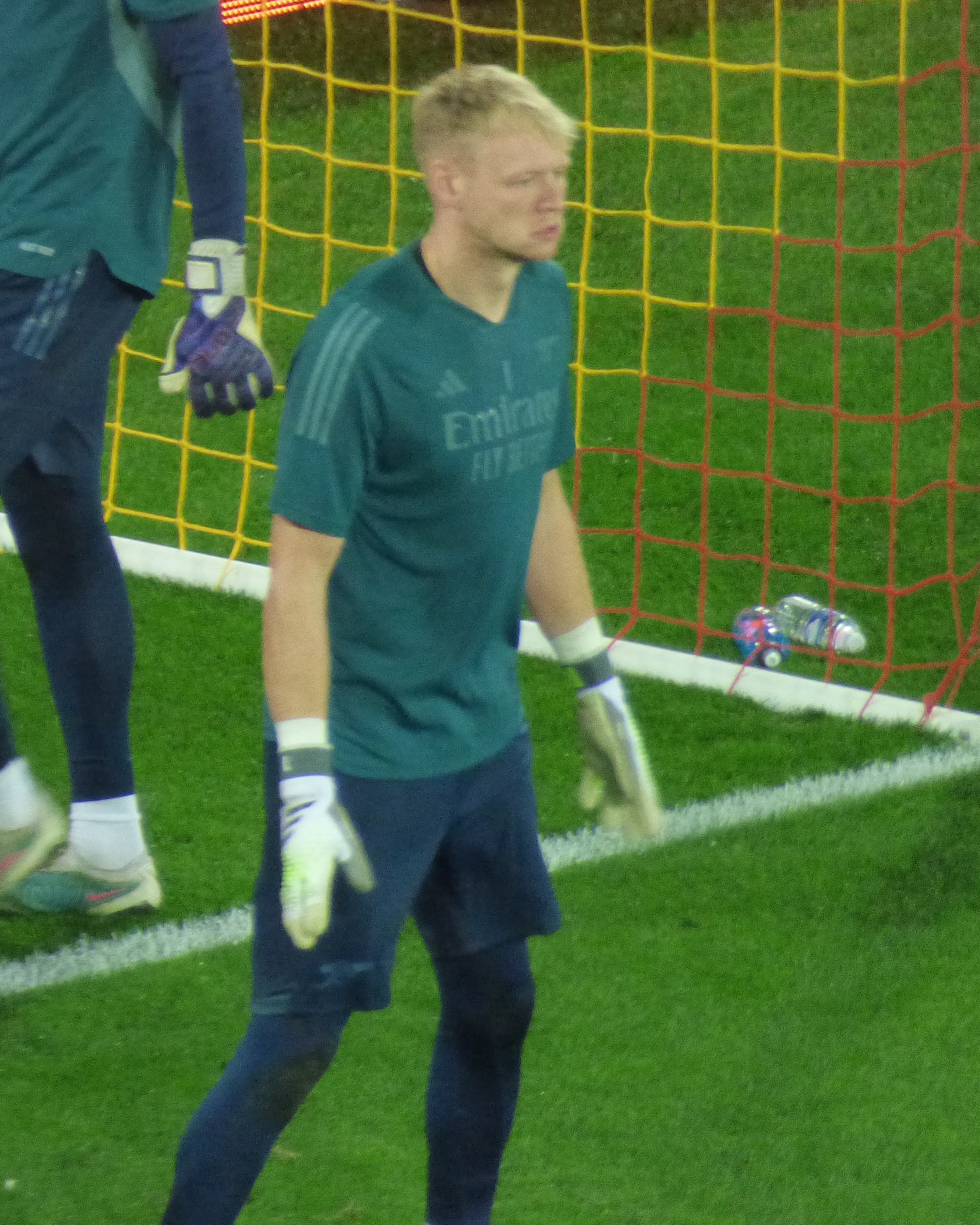
Ramsdale aquecendo para o Arsenal em 2023

Em 20 de agosto de 2021, Ramsdale assinou com o clube da Premier League Arsenal em um contrato de longo prazo. Ele fez sua estreia fora de casa contra o West Bromwich Albion na EFL Cup cinco dias depois, e manteve o gol zerado enquanto o Arsenal vencia por 6 a 0. Ele fez sua estreia na Premier League em 11 de setembro e manteve outro gol zerado enquanto o Arsenal derrotava o Norwich City por 1 a 0 no Emirates Stadium. Após uma sequência de jogos sem sofrer gols na liga, ele sofreu seu primeiro gol em uma vitória por 3 a 1 em casa contra o Tottenham Hotspur no North London derby em 26 de setembro. Em uma vitória por 2 a 0 fora de casa contra o Leicester City em 30 de outubro, ele foi muito elogiado por uma de suas defesas e desempenho geral por comentaristas, incluindo o ex-goleiro do Manchester United, Peter Schmeichel, que descreveu sua defesa de um James Maddison chute livre como o "melhor defesa que vi em anos". Em novembro de 2021, após uma sequência de impressionantes atuações, Ramsdale foi um dos oito jogadores indicados para o prêmio de Jogador do Mês da Premier League de outubro, embora tenha sido eventualmente concedido ao Liverpool's Mohamed Salah. Ele também foi nomeado Jogador do Mês do Arsenal em outubro de 2021, com 60% dos votos dos Arsenal.
Em 15 de janeiro de 2023, Ramsdale foi alvo de um incidente quando um torcedor do Tottenham tentou chutá-lo nas costas após a vitória por 2 a 0 do Arsenal contra o Tottenham no North London derby. Posteriormente, a FA confirmou que estavam trabalhando junto com as autoridades relevantes e os clubes para garantir que medidas apropriadas fossem tomadas. Dois dias depois, um homem de 35 anos de Hackney foi acusado de agressão e de arremessar um objeto no campo. Um mês depois, ele recebeu uma ordem de proibição de quatro anos de frequentar eventos de futebol e uma ordem comunitária de 12 meses.
Em 13 de março, Ramsdale ganhou o prêmio Goleiro do Ano no London Football Awards de 2023. Ele ganhou o prêmio Premier League Save of the Month pela primeira vez em março de 2023 por sua defesa contra Dango Ouattara contra seu antigo clube, o Bournemouth. Em 9 de abril, ele fez duas defesas importantes nos acréscimos contra o Liverpool para manter o empate em 2 a 2 em Anfield, Primeiro ponto do Arsenal em Liverpool desde um empate em 3 a 3 em janeiro de 2016. Ramsdale foi nomeado no PFA Team of the Year da Premier League no final da temporada 2022–23.
No início da temporada 2023–24, o técnico do Arsenal, Mikel Arteta, promoveu a nova contratação David Raya para o time titular, relegando Ramsdale para o banco. Em 12 de dezembro, Ramsdale fez sua estreia na Liga dos Campeões da UEFA pelo Arsenal na última partida da fase de grupos, um empate em 1 a 1 contra o PSV Eindhoven. Em 9 de março, Ramsdale fez sua primeira aparição na Premier League do ano em uma partida contra o Brentford. Ele falhou no primeiro tempo quando Yoane Wissa marcou depois de bloquear a tentativa de desvio de Ramsdale, mas foi elogiado por seu treinador por responder com uma segunda etapa melhorada, enquanto o Arsenal venceu por 2 a 1.

### Southampton
Em 30 de agosto de 2024, Ramsdale transferiu-se para o Southampton, clube da Premier League, com um contrato de quatro anos por um valor estimado de £ 25 milhões.

## Carreira internacional
Ramsdale representou a Inglaterra nos níveis de Sub 18, Sub 19, Sub 20 e Sub 21.
Ele foi convocado pela primeira vez pela Inglaterra Sub-18 em março de 2016 e fez sua estréia pela equipe em uma vitória por 4-1 sobre a República da Irlanda Sub-18 em 27 de março de 2016. Ele fez duas partidas pela seleção inglesa Sub-18.
Em 25 de maio de 2021, Ramsdale foi convocado para fazer parte da equipe sênior provisória de Gareth Southgate, com 33 jogadores, para o adiado UEFA Euro 2020. Ele não foi eleito o elenco final de 26 jogadores, com os goleiros Dean Henderson, Sam Johnstone e Jordan Pickford sendo selecionados à sua frente. No entanto, ele foi convocado para o time no primeiro jogo do torneio, depois que Henderson se retirou devido a uma lesão.

## Títulos
Inglaterra sub-19
- Campeonato Europeu de Futebol Sub-19: 2017

Inglaterra sub-21
- Torneio Internacional de Toulon: 2018

Arsenal
- Supercopa da Inglaterra: 2023